# Kinh tế Việt Nam thời Pháp thuộc
Kinh tế Việt Nam thời Pháp thuộc là một nền kinh tế thuộc địa phát triển rất nhanh dưới sự bảo hộ của Pháp. Việt Nam có tài nguyên thiên nhiên phong phú, nguồn lương thực dồi dào nên Pháp coi Việt Nam là mảnh đất thuộc địa màu mỡ ở châu Á. Thời Pháp thuộc đã thúc đẩy mọi ngành kinh tế ở Việt Nam phát triển. Người Pháp khai hoang khiến nông nghiệp phát triển vượt bậc đồng thời họ cũng đem đến trình độ và phương thức sản xuất mới trong công nghiệp và dịch vụ. Các ngành tiểu thủ công nghiệp bản địa đang trên đà suy thoái cũng được Pháp hỗ trợ phát triển. Người Pháp xây dựng một hệ thống cơ sở hạ tầng hoàn chỉnh bao trùm toàn bộ lãnh thổ Việt Nam gồm đường bộ, đường sắt, cảng biển, sân bay, các đô thị lớn mà đến ngày nay nền kinh tế Việt Nam vẫn đang vận hành dựa vào hệ thống này.

## Các giai đoạn

### Thời kì 1858–1885
Đây là thời kỳ Pháp tiến hành xâm lược Việt Nam, trước khi Pháp chiếm được Nam Kỳ tăng trưởng ở Việt Nam chỉ ở mức 2,5% đến 3%, sau khi Pháp chiếm được Lục tỉnh Nam Kỳ, tăng trưởng của Nam Kỳ lúc này đã lên tới 6%. Tiếp đến việc chiếm nốt Bắc Kỳ và Trung Kỳ, tăng trưởng của Việt Nam đã lên khoảng 6% đều đặn cho đến khi Lào và Chân Lạp bị Pháp thôn tính, lúc này kinh tế Việt Nam lên mức trên 8%.

### Thời kì 1885–1900
Trong thời kỳ 1885–1900, kinh tế Việt Nam phát triển ở mức 7%/năm, khá cao so với các nước thuộc địa khác ở Đông Nam Á. Người Pháp bắt đầu khai hoang ở quy mô lớn tại Nam Kỳ bằng cách đào kênh nhằm tiêu úng, rửa phèn, cung cấp nước cho nông nghiệp. Việc đào kinh gia tăng từ năm 1880:
- Năm 1880—1890 đào 2.110.000 mét khối đất. Năm 1890, diện tích ruộng là 932.000 mẫu, tăng 169.000 mẫu, so với thời Nguyễn.
- Năm 1890—1900 đào 8.106.000 mét khối. Năm 1900, diện tích ruộng là 1.212.000 mẫu, tăng 280.000 mẫu so với năm 1890.

### Thời kì 1900–1920
Trong thời kỳ này Pháp đầu tư mạnh vào xây dựng cơ sở hạ tầng cùng các ngành công nghiệp như khai thác khoáng sản, cơ khí, chế biến nông sản...

### Thời kì 1920–1945

##### Giai đoạn 1920–1940
Trước áp lực khủng hoảng kinh tế thế giới vào thập niên 1930, kinh tế Việt Nam tăng trưởng chậm lại, trong đó người bị tác động lớn nhất là người Việt. Tăng trưởng kinh tế lúc này giảm xuống từ 7,3% vào năm 1930 xuống còn 3,9% vào năm 1935. Sau đó Thế chiến thứ hai bùng nổ, Pháp bị Đức Quốc xã chiếm đóng còn ở Đông Dương kinh tế suy thoái mạnh cho tới khi Nhật Bản tham chiến xâm lược và thành lập các chính quyền thân Nhật ở Đông Nam Á gây ra những biến động lớn về kinh tế tại các thuộc địa thời bấy giờ.

##### Giai đoạn 1940–1945
Chiến tranh thế giới thứ hai bùng nổ tác động mạnh mẽ và sâu sắc đến nền kinh tế Việt Nam. Đầu tiên là những biện pháp quân sự hóa kinh tế nhằm phục vụ nhu cầu chiến tranh của chế độ thực dân Pháp tại Việt Nam, do tại nước Pháp khi đó đang có chiến tranh và cũng đang bị xâm chiếm. Sau đó Nhật Bản dùng vũ lực loại bỏ Pháp chiếm đóng Việt Nam rồi thực hiện các biện pháp khác còn khốc liệt hơn nhằm mục đích khai thác phục vụ chiến tranh (bắt nông dân nhổ lúa trồng đay, buộc người dân bán lúa gạo với giá rẻ mạt để chuyển về Nhật).
Sự kiện nổi bật nhất trong giai đoạn này là Nạn đói năm Ất Dậu, 1944-1945. Các cường quốc đang chiếm đóng Việt Nam như Pháp, Nhật Bản vì mục đích phục vụ chiến tranh đã lạm dụng và khai thác quá sức vào nông nghiệp vốn đã lạc hậu, đói kém gây nhiều tai họa ảnh hưởng đến sinh hoạt kinh tế của người Việt. Trong khi Nhật thu gom gạo để chở về nước thì Pháp dự trữ lương thực phòng khi quân Đồng minh chưa tới, phải đánh Nhật hoặc dùng cho cuộc tái xâm lược Việt Nam.
Thời tiết là yếu tố ảnh hưởng nghiêm trọng đến sản xuất lương thực tại miền Bắc. Thiên tai, lũ lụt, sâu bệnh gây mất mùa tại miền Bắc. Bệnh dịch tả lây lan nhanh và rộng khắp trong mùa lũ cũng góp phần làm tăng thêm số người chết trong nạn đói.

### Thời kì 1945–1954
Đây là thời kỳ kinh tế không còn phát triển mạnh như trước, bởi lẽ chiến tranh Đông Dương nổ ra khắp Việt Nam. Tăng trưởng giảm mạnh từ 4% trung bình mỗi năm còn 1,7% và kéo dài cho đến khi Pháp rút khỏi Đông Dương sau khi đã bàn giao toàn bộ bộ máy hành chính và quân đội lại cho Quốc gia Việt Nam. Kinh tế Việt Nam dần ổn định trở lại và đạt tới mức 6% trong năm 1954–1955.

## Cơ cấu kinh tế

#### Nông nghiệp
Ở Nam Kỳ, người Pháp sớm nhận thấy tiềm năng thu lợi nhuận từ nông nghiệp của vùng này. Tại đây, tính đến năm 1936, Pháp đã đào được 1360 km kênh chính, 2500 km kênh phụ với kinh phí lên đến 58 triệu Franc. Hệ thống kênh đào được thực hiện trong khoảng 80 năm ở Nam Kỳ đã làm thay đổi hẳn diện mạo nông nghiệp ở Đồng bằng Sông Cửu Long khiến diện tích đất canh tác được mở rộng, sản lượng lúa mỗi ngày một tăng, hình thành nên thị trường hàng hóa nông nghiệp. Giao thông vận tải cũng phát huy hiệu quả qua hệ thống đường thủy. Trong nửa thế kỷ (1880-1937), diện tích trồng lúa tăng lên 420% (1880: 522.000 mẫu; 1937: 2,2 triệu mẫu), số lúa xuất cảng tăng lên 545% (1880: 284.000 tấn; 1937: 1,5 triệu tấn), số dân tăng 260% (1880: 1,7 triệu, 1937: 4,5 triệu)

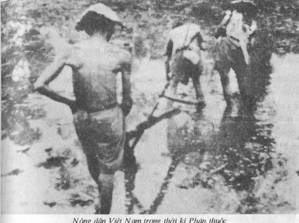
Nông dân Việt Nam thời Pháp thuộc

Đầu năm 1945, nông dân chiếm 95% dân số Việt Nam nhưng làm chủ không quá 30% diện tích ruộng đất. Riêng tầng lớp nông dân nghèo (không có hoặc chỉ có rất ít ruộng đất) chiếm 60% dân số nông thôn, nhưng chỉ có khoảng 10% ruộng đất. Còn giai cấp địa chủ chiếm không tới 5% dân số nhưng chiếm hữu 70% ruộng đất.
Ngay từ cuối những năm 1920, Nguyễn Ái Quốc đã mô tả nông dân Việt Nam như sau: "Ruộng bị Tây chiếm hết, không đủ mà cày. Gạo bị nó chở hết, không đủ mà ăn. Làm nhiều, được ít, thuế nặng... Đến nỗi chết đói, hoặc bán vợ đợ con, hoặc đem thân làm nô lệ như những người nó chở đi Tân thế giới..." . Miền Bắc Việt Nam thường rơi vào tình trạng đói kém khi mất mùa hoặc gặp thiên tai, lũ lụt. Trong nạn đói năm Ất Dậu làm 2 triệu người chết, tỷ lệ chết đói cao nhất là những nông dân không có đất canh tác.
Pháp giành độc quyền buôn bán 3 mặt hàng quan trọng nhất là gạo, muối và rượu. Hồ Chí Minh đã nhận xét: "Nói đến các món độc quyền, người ta có thể hình dung Đông Dương như một con nai béo mập bị trói chặt và đương hấp hối dưới những cái mỏ quặp của một bầy diều hâu rỉa rói mãi không thấy no".

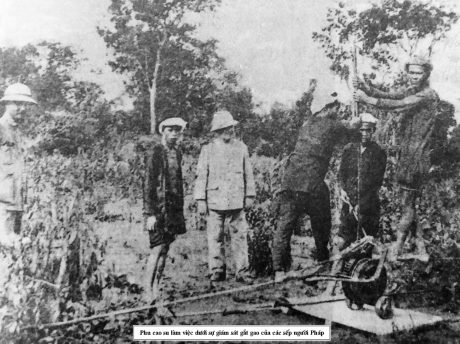
Đồn điền cao su thời Pháp thuộc

Mỗi công nhân được tuyển dụng, người mộ phu sẽ được trả từ 10 đến 20 đồng khiến người ta thực hiện cưỡng ép tại một số vùng nông thôn tạo ra sự bất bình mà điển hình là vụ ám sát người chuyên mộ phu cao su René Bazin năm 1929. Des Rousseaux trong một báo cáo mật gởi cho Toàn Quyền Đông Dương viết "Người nông dân chỉ chấp nhận rời khỏi làng đi làm việc nơi khác là khi nào họ bị đói. Do đó phải đi đến kết luận lạ lùng cho phương thuốc thiếu nhân công [ở đồn điền] là phải bần cùng hóa nông thôn, rút bỏ các khoản trợ cấp, hạ giá nông sản…".

#### Công nghiệp
Sau khi thực dân Pháp thiết lập nền cai trị tại Việt Nam, đầu thế kỷ XX, các công ty Pháp bắt đầu xây dựng một số cơ sở công nghiệp trong các ngành khai khoáng, cơ khí, rồi đến hệ thống công nghiệp dịch vụ và công nghiệp chế biến. Công nghiệp phát triển trên bốn lĩnh vực chủ yếu: khai thác mỏ, sản xuất vật liệu xây dựng, cơ khí vận tải, và cuối cùng là các ngành công nghiệp chế biến.

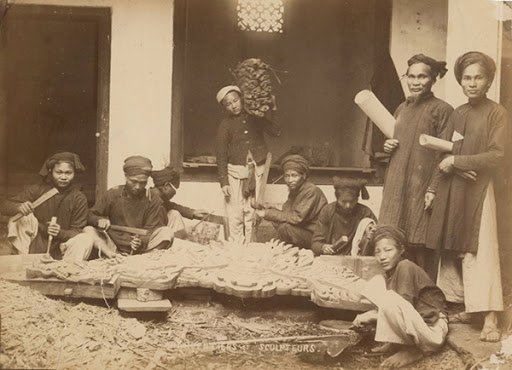
Nghề mộc tại Việt Nam thời Pháp thuộc

Sau khi Pháp chiếm Bắc kỳ thì ngành công nghiệp vật liệu xây dựng mới phát triển mạnh. Cơ sở quan trọng đầu tiên là Nhà máy Xi măng Hải Phòng do Công ty Xi măng Portland nhân tạo Đông Dương xây dựng năm 1894 với 4 lò quay. Ngành sản xuất gạch và ngói phân tán ở tất cả các tỉnh miền Bắc và miền Trung. Tuy nhiên, cũng có những nhà máy lớn, nổi tiếng ở Hà Nội, Sài Gòn, Hải Phòng, Đáp Cầu, Biên Hoà... Những nhà máy cơ khí vận tải cũng hình thành như nhà máy đóng tàu biển Bason, những nhà máy sửa chữa và chế tạo toa xe lửa ở Gia Lâm, Vinh, Sài Gòn, một số nhà máy lắp ráp và sửa chữa ô tô như Avia, Star ở Hà Nội...
Công nghiệp chế biến của Pháp ở Việt Nam về cơ bản là công nghiệp chế biến nông sản và lâm sản. Trong công nghiệp chế biến nông sản, ngành xay xát lúa gạo chiếm vị trí quan trọng nhất và cũng ra đời sớm nhất. Nhà máy xay xát đầu tiên được xây dựng tại Chợ Lớn vào năm 1870. Đến năm 1885, khắp Nam bộ đã có tới 200 xưởng xay xát. Đi kèm với nó là các nhà máy dệt bao đay, sữa chữa máy móc, xe cộ, thuyền bè... Đi đôi với ngành công nghiệp xay xát, có ngành công nghiệp nấu rượu nhằm giải quyết nhu cầu ngân sách cho chính quyền thực dân Pháp ở Đông Dương. Nấu rượu là độc quyền của chính quyền thuộc địa. Chỉ một hãng rượu Đông Dương tại Hà Nội đã xây dựng tới 4 nhà máy vào năm 1901, mỗi tháng dùng khoảng 3.000 tấn gạo để nấu rượu. Ngành công nghiệp đường cũng được phát triển.
Công nghiệp chế biến lâm sản bắt đầu phát triển từ đầu thế kỉ XX. Ba ngành quan trọng nhất thuộc lĩnh vực này là giấy, gỗ và diêm. Đến thập kỷ 1930 đã xuất khẩu sang các thị trường Hồng Kông, Singapore, Nhật. Từ năm 1913, Pháp đã thành lập Công ty Giấy Đông Dương. Công ty này có hai nhà máy Nhà máy Giấy Việt Trì và Nhà máy Giấy Đáp Cầu. Năm 1891, Pháp xây dựng một nhà máy sản xuất diêm đầu tiên ở Hà Nội. Đến năm 1897, Pháp lập một nhà máy diêm lớn hơn tại Bến Thủy (Nghệ An). Đến năm 1899, Schneider lập thêm một xưởng nữa ở Hà Nội.
Các dịch vụ như điện, nước... thời kỳ này phát triển tương đối chậm, lệ thuộc nhiều vào sự hình thành các đô thị.
Thủ công nghiệp Việt Nam từng có quá khứ huy hoàng nhưng đã suy tàn nên được Pháp khuyến khích và khai thác. Các nghề thủ công có những khiếm khuyết như thiếu công nghệ hiện đại, thiếu tính sáng tạo, nhàm chán, lặp lại và đặc biệt không phù hợp với thị hiếu Châu Âu. Chính quyền thuộc địa chủ trương củng cố những nghề tiểu thủ công nghiệp truyền thống bằng cách đào tạo lao động tại chỗ, cải thiện chất lượng sản phẩm để có thể dễ dàng tiêu thụ. Nhiều khoá tập huấn nghề đã được thực hiện ở các tỉnh Hà Đông, Nam Định, Bắc Ninh, Hà Nội. Tuy nhiên, ứng dụng công nghệ mới vẫn hạn chế khiến năng suất lao động thấp.

#### Thương nghiệp

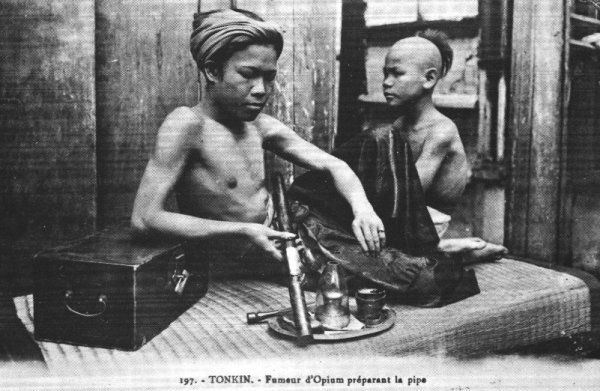
Hút thuốc phiện tại Việt Nam thời Pháp thuộc.

Xưởng thuốc phiện (Manufacture d'Opium) ở Sài Gòn thời thuộc Pháp. Khu xưởng này cung ứng từ 1/3 đến 1/2 ngân sách toàn Đông Dương.

Toàn quyền Đông Dương Albert Sarraut từng có thư gửi viên Công sứ dưới quyền:
Tôi trân trọng yêu cầu ông vui lòng giúp đỡ những cố gắng của Nha Thương chính trong việc đặt thêm đại lý bán lẻ thuốc phiện và rượu, theo chỉ thị của ông Tổng giám đốc Nha Thương chính Đông Dương.
Để tiến hành việc đó, tôi xin gửi ông một bản danh sách những đại lý cần đặt trong các xã đã kê tên; phần lớn các xã này, tới nay, vẫn hoàn toàn chưa có rượu và thuốc phiện. Qua các Tỉnh trưởng và các Xã trưởng Cao Miên, ông có thể dùng ảnh hưởng to tát của ông để làm cho một số tiểu thương người bản xứ thấy rằng buôn thêm rượu và thuốc phiện là rất có lợi.
Chúng ta chỉ có thể đạt kết quả mỹ mãn, nếu chúng ta hợp đồng với nhau chặt chẽ và liên tục, vì lợi ích tối cao của ngân khố."

## Cơ sở hạ tầng
Để phục vụ mục đích khai thác thuộc địa người Pháp xây dựng khá nhiều cơ sở hạ tầng tại Việt Nam như hệ thống đường sắt, đường bộ, cảng biển, sân bay, điện tín, các thành phố lớn...
Năm 1881 Pháp khởi công xây dựng tuyến đường sắt đầu tiên đi từ Sài Gòn đến Mỹ Tho dài khoảng 70 km. Ngày 20 tháng 7 năm 1885 chuyến tàu đầu tiên xuất phát từ Ga Sài Gòn, vượt Sông Vàm Cỏ Đông bằng phà tại Bến Lức, đến Ga cuối cùng tại Trung tâm Thành phố Mỹ Tho đánh dấu sự ra đời của hệ thống đường sắt Việt Nam. Đến tháng 5 năm 1886 toàn bộ các cầu trên tuyến đường sắt Sài Gòn – Mỹ Tho đã hoàn thành cho phép tàu chạy một mạch tới Mỹ Tho.
- Năm 1902, Pháp xây dựng xong Đường sắt Hà Nội – Đồng Đăng;
- Năm 1902, Pháp xây dựng xong Đường sắt Hà Nội – Hải Phòng;
- Năm 1906, Pháp xây dựng xong Đường sắt Hà Nội – Lào Cai;
- Năm 1931, Pháp xây dựng xong Đường sắt Tháp Chàm – Đà Lạt;
- Năm 1933, Pháp xây dựng xong Đường sắt Sài Gòn – Lộc Ninh;
- Năm 1899 - 1936, Pháp xây dựng xong tuyến Đường sắt Bắc Nam

Ba mươi năm đầu tiên của thế kỷ XX, để thực hiện chính sách khai thác thuộc địa, Pháp đã xây dựng một hệ thống đường sắt từ Bắc vào Nam nhằm phục vụ công cuộc cai trị và khai thác thuộc địa của họ. Đến năm 1936, người Pháp xây dựng xong đường sắt Bắc Nam với tổng chiều dài 2600 km Từ 1900 đến 1935, Pháp đã sử dụng 145 triệu franc để lập đường xe lửa và 45 triệu franc để mở mang đường sá Ngoài ra họ còn thiết lập hệ thống điện tín, hệ thống cảng biển, cảng sông với các cảng nổi tiếng, có quy mô lớn trong khu vực thời bấy giờ như Cảng Sài Gòn, Cảng Hải Phòng. Tóm lại, dưới thời Pháp thuộc, từ năm 1890 đến năm 1945, Việt Nam có một giai đoạn phát triển hạ tầng giao thông toàn diện và cơ bản nhất trên quy mô toàn quốc với các loại hình: đường bộ, đường sắt, đường biển, đường sông và cảng hàng không...phục vụ cho các hoạt động giao thương cho những năm sau này ở Việt Nam.  

Rue Paul Bert, tức phố Tràng Tiền, nhìn về phía Nhà hát Lớn, Hà Nội, thời Pháp thuộc.

Bên cạnh đó người Pháp còn xây dựng các thành phố lớn từ những đô thị có sẵn như Hà Nội, Sài Gòn hay thành lập mới như Hải Phòng, Đà Nẵng... Hà Nội nằm giữa đồng bằng sông Hồng trù phú, nơi đây đã sớm trở thành một trung tâm chính trị, kinh tế và văn hóa ngay từ những buổi đầu của lịch sử Việt Nam.
Năm 1679, chúa Nguyễn Phúc Tần cho một số nhóm người Hoa tị nạn triều Mãn Thanh tới Mỹ Tho, Biên Hòa và Sài Gòn để lánh nạn. Đến năm 1698, chúa Nguyễn sai tướng Nguyễn Hữu Cảnh vào kinh lý miền Nam. Trên cơ sở những lưu dân Việt đã tự phát tới khu vực này trước đó, Nguyễn Hữu Cảnh cho lập phủ Gia Định và hai huyện Phước Long, Tân Bình. Vùng Đông Nam Bộ được sáp nhập vào cương vực Việt Nam.

## Các loại thuế
Chính quyền thực dân Pháp thu lợi tức thuộc địa thông qua hệ thống các sắc thuế, nhiều loại thuế được đặt ra một cách vô lý. Các loại thuế phân chia theo hai loại: thu cho Ngân sách Đông dương (thuế quan, thuế rượu, thuốc phiện,...) và Ngân sách địa phương và các tỉnh (thuế thân, thuế ruộng,...). Năm 1911, tổng số thuế Pháp thu về là 4,8 triệu đồng; năm 1920 là 6,2 triệu đồng, năm 1930 là 10 triệu đồng.

## Đánh giá
Những biến đổi xã hội trong thời này là nhiều mặt hàng mới, trong đó có nhiều thực vật được đưa vào Việt Nam từ châu Âu, châu Mỹ, châu Phi và cả những nước châu Á lân cận góp nguồn. Đồn điền cây cà phê (xuất phát từ châu Phi), cây cao su (từ Nam Mỹ) được quy hoạch và phát triển, biến đổi hẳn bộ mặt đất nước, đưa dân lên miền núi khai thác và định cư. Ở miền xuôi thì trái cây nhiệt đới như chôm chôm, măng cụt cũng được trồng, lấy giống từ Mã Lai, Nam Dương. Ngoài ra nhiều loại rau như khoai tây, súp lơ, xu hào, cà rốt, tỏi tây nhập cảng từ Pháp được trồng quy mô kể từ năm 1900. Nhiều món ăn mới cũng theo chân người Pháp ra mắt ở Việt Nam như bánh mì, bơ, pho mát, cà phê rồi trở thành quen thuộc.
Số lượng công chức, chuyên gia mà Pháp đưa sang Việt Nam ít hơn 15 lần so với số lượng mà Đế quốc Nhật Bản đưa sang thuộc địa Triều Tiên trong cùng thời kỳ. Do quy mô nền công nghiệp của thực dân Pháp ở Việt Nam quá nhỏ, sự phụ thuộc quá nhiều vào xuất khẩu nông nghiệp, việc thiếu năng lực thể chế có nghĩa là Việt Nam không có nền tảng để phát triển sau khi giành độc lập. Bởi những nguyên nhân này, ngay cả khoản viện trợ 115 tỷ USD (tính theo thời giá 2011) mà Mỹ đổ vào miền Nam Việt Nam (từ năm 1954 tới 1975) cũng không thể được sử dụng một cách hiệu quả.